# Der Spiegel
Der Spiegel, «Шпи́гель» (Der Spiegel с нем. — «зеркало») — один из известнейших еженедельных журналов Германии. Сам журнал описывает себя как «самый значимый информационно-политический журнал Германии и Европы с самым большим тиражом». В среднем в неделю продаётся около 1,1 миллион экземпляров. В 2004 году журнал читали 5,69 миллионов человек.

## История журнала
Ещё до Первой мировой войны Лионом Фейхтвангером в Мюнхене издавалась газета под названием «Der Spiegel», которая в ноябре 1908 объединилась с газетой «Шаубюне» Зигфрида Якобсона.
Первое издание после Второй мировой войны вышло в свет 4 ноября 1947 года, в субботу, в Ганновере, как преемник газеты «Diese Woche». Журнал следовал образцу американских и британских новостных изданий, в первую очередь — журналу «Time». Некоторое время молодые немецкие редакторы под руководством Рудольфа Аугштайна пытались выполнять свою работу по принципам критической и серьёзной журналистики, что приводило к тому, что обвинения звучали даже в адрес союзников (противники Германии в Первой и во Второй мировой войне). Правительство в Лондоне и три другие оккупационные державы протестовали против такой формы предоставления информации и избавились от журнала.
Рудольф Аугштайн получил лицензию на издательскую деятельность и переименовал журнал в «Der Spiegel». С первого номера в январе 1947 года он был издателем и шеф-редактором. Редакция находилась в ганноверском Анцайгерхоххаус (одном из первых высотных домов Германии).
У Der Spiegel в начале и в середине своего существования было относительно большое влияние. Именно с Der Spiegel связан самый громкий скандал вокруг ущемления свободы слова в послевоенной Германии, так называемый «Скандал со Spiegel» (нем. Spiegel-Affäre). Разразившийся в 1962 году скандал был вызван целым рядом весьма критических статей журнала Der Spiegel, посвящённых проблеме коррупции в министерстве обороны. В частности, журналисты проливали свет на личную заинтересованность министра обороны Франца-Йозефа Штрауса при распределении строительных подрядов. По мнению журналистов, министр получал крупные взятки, «откаты», от строительных компаний, в частности, компании FibAG. Кроме того, Der Spiegel регулярно в очень жёсткой форме критиковал планы министра обороны превратить Германию в ядерную державу. В условиях усиливающейся холодной войны, по мнению редакции, вооружение бундесвера ядерным оружием означало превращение ФРГ в цель для советских ядерных ракет, а значит, в случае возможной войны — полное уничтожение Западной Германии. Кульминацией конфликта стала опубликованная в октябре 1962 года статья под названием «Условно обороноспособны» (Bedingt abwehrbereit), посвящённая итогам учений НАТО Fallex 62. Журнал распространил информацию, что, по результатам этих учений, ни бундесвер, ни объединённая натовская группировка, расположенная на территории ФРГ, не в состоянии в случае возможной войны удерживать Западную Германию более чем две недели. Реакция Штрауса последовала незамедлительно: редакция была обвинена в разглашении государственной тайны, здание редакции было захвачено спецназом минобороны, архив конфискован, а ведущие сотрудники, включая Рудольфа Аугштайна, арестованы. Также был арестован ряд сотрудников минобороны, предположительно передавших журналистам секретные материалы. Впрочем, через некоторое время конфликт был исчерпан: министр Штраус ушёл в почётную отставку и стал руководить баварским христианско-демократическим союзом (ХСС), а сотрудники редакции были оправданы и отпущены на свободу.

В результате этих событий влияние журнала ещё больше увеличилось. 
В результате скандала широкие слои населения в особенности представители молодёжи и критически настроенной интеллигенции встали на сторону журнала и выступали за свободу мнения и свободу печати
Петер Глазер
В эру Кристиана Шульца-Герштайна культурный отдел журнала достиг своей высшей точки.
После появления конкурирующего издания «Focus» произошли ощутимые изменения; однако журналистское влияние оставалось таким же. «Focus» изначально позиционировал себя как альтернативу «Der Spiegel».
С середины 1990-х годов под руководством шеф-редактора Штефана Аугуста и под давлением конкуренции отмечается поворот «Der Spiegel» к неолиберальным взглядам. Одновременно с этим журнал упрекают в том, что он всё больше становится «бульварным» изданием, хотя статьи остаются всё такими же объёмными и увлекательными.
Опрос 1536 немецких журналистов в начале 2005 года показал, что 33,8 % считают «Der Spiegel» ведущим изданием; «Süddeutsche Zeitung» — 34,6 %, «Focus» — 4,6 %. В 1993 году две трети опрошенных журналистов отдали свои голоса в пользу «Der Spiegel».
Аугштайн оставался издателем до конца своих дней (7 ноября 2002 года), но до сих официальный издатель именуется как Рудольф Аугштайн. В наши дни шеф-редактором является Георг Масколо.
В 2010 году в Der Spiegel работало 80 штатных специалистов по фактчекингу, что издание Columbia Journalism Review назвало «скорее всего, крупнейшей в мире работой по проверке фактов». В том же году это был третий по популярности журнал с широкой повесткой в Европе с тиражом 1 016 373 экземпляра.

## Издательство Spiegel

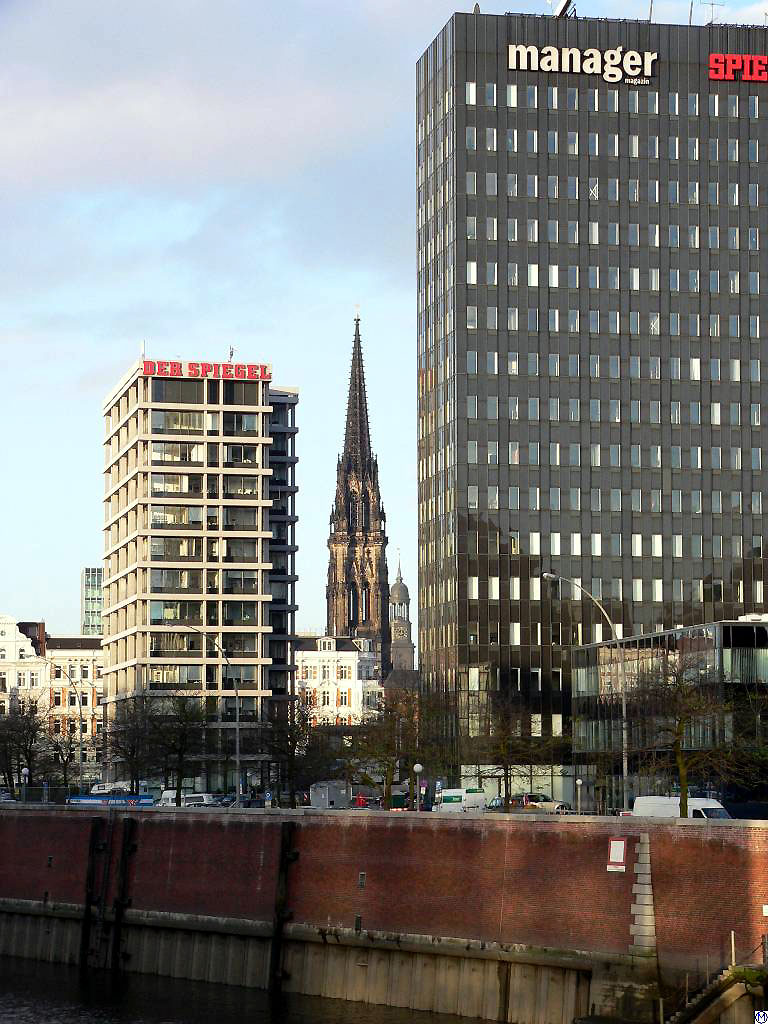
Старое здание Spiegel-группы в Гамбурге

Штаб-квартира издательства находится с 1952 года в Гамбурге, с 2011 года — на улице Эрикусшпитце, и выпускает наряду с основным изданием также Manager-Magazin. Аугштайн в своём завещании указал, что его наследники — акционерное меньшинство с 25 % акций — не имеют права решающего голоса в Совете акционеров. 50,5 % акций издательского холдинга «Rudolf Augstein GmbH» принадлежит коммандитному товариществу рабочих. Остальными 24,5 % акций владеет гамбургский медиа-концерн «Gruner und Jahr», дочернее предприятие «Bertelsmann AG».

## Расследования
В 2020 году Der Spiegel совместно с Bellingcat и The Insider провели расследование убийства Зелимхана Хангошвили в Берлине в августе 2019 года. По данным расследования, опубликованным в феврале 2020 года, убийство было организовано спецподразделением ФСБ «Вымпел», а подготовку киллера-рецидивиста Вадима Красикова для этого убийства осуществил Центр специальных назначений ФСБ.
В октябре 2020 года Bellingcat, The Insider и Der Spiegel провели совместное расследование о том, что два российских научных центра (НЦ «Сигнал» и ГНИИИ военной медицины МО РФ), начиная с 2010 года, участвовали в разработке отравляющих веществ из группы «Новичок», а также тесно сотрудничали с офицерами ГРУ России, в том числе при подготовке к покушению на Сергея и Юлию Скрипаль в 2018 году.
В декабре 2020 года Bellingcat и The Insider при участии Der Spiegel, CNN и ФБК в совместном расследование, обвинили в покушении на Алексея Навального в Томске группу оперативников ФСБ из секретного подразделения ведомства, которые, по словам авторов, действовали под прикрытием Института криминалистики ФСБ.
В январе 2021 года было опубликовано расследование Bellingcat и The Insider при участии Der Spiegel, в котором говорится, что группа сотрудников ФСБ участвовавшая в отравлении Алексея Навального, также причастна к убийству журналиста Тимура Куашева в 2014 году, общественного деятеля Руслана Магомедрагимова в 2015 году и лидера движения «Новая Россия» Никиты Исаева в 2019 году.

## Шеф-редакторы
- 1960-е — конец 1980-х — Йоханнес К. Энгель
- 1962—1968 — Клаус Якоби
- 1969 — январь 1973 — Гюнтер Гаус
- 1973 — 31 декабря 1989 — Эрих Бёме (вместе с Энгелем и Функом)
- 1986/87 — 10 июля 1991 — Вернер Функ (сначала вместе с Бёме, потом с Кильтцом)
- начало 1990 — 13 декабря 1994 — Ханс Вернер Кильц (сначала вместе с Функом, затем с Каденом)
- середина июля 1991 — 1 августа 1994 — Вольфганг Каден (вместе с Кильтцом)
- с 16 декабря 1994 по 2008 — Штефан Ауст
- 2008—2011 — Матиас Мюллер фон Блуменкрон и Георг Масколо
- 2011—2013 — Георг Масколо
- 2013—2015 — Вольфганг Бюхнер
- с 2015 — Клаус Бринкбоймер[13]

## Spiegel online
Spiegel online был основан в 1994 году. Принадлежит совместно с Manager Magazin Online предприятию SPIEGELnet AG, 100 % акций которого владеет издательство. Материалы пишет собственная редакционная команда, некоторые перешли сюда из новостных агентств. С 2000 года Spiegel Online придерживается строго курса экономии. Авторы оплачиваются не по «Spiegel-тарифу», а по собственному «Spiegel-Online-тарифу». С 2002 года предоставляется платный доступ к архиву статей.
Онлайн бесплатно можно найти материалы, которые будут напечатаны в ближайшем номере «Der Spiegel», за исключением главной темы.
Шеф-редактор — журналист Маттиас Мюллер фон Блуменкрон.